# Prosapia bicincta
Prosapia bicincta är en insektsart som först beskrevs av Thomas Say 1830.  Prosapia bicincta ingår i släktet Prosapia och familjen spottstritar. Inga underarter finns listade i Catalogue of Life.

## Bildgalleri

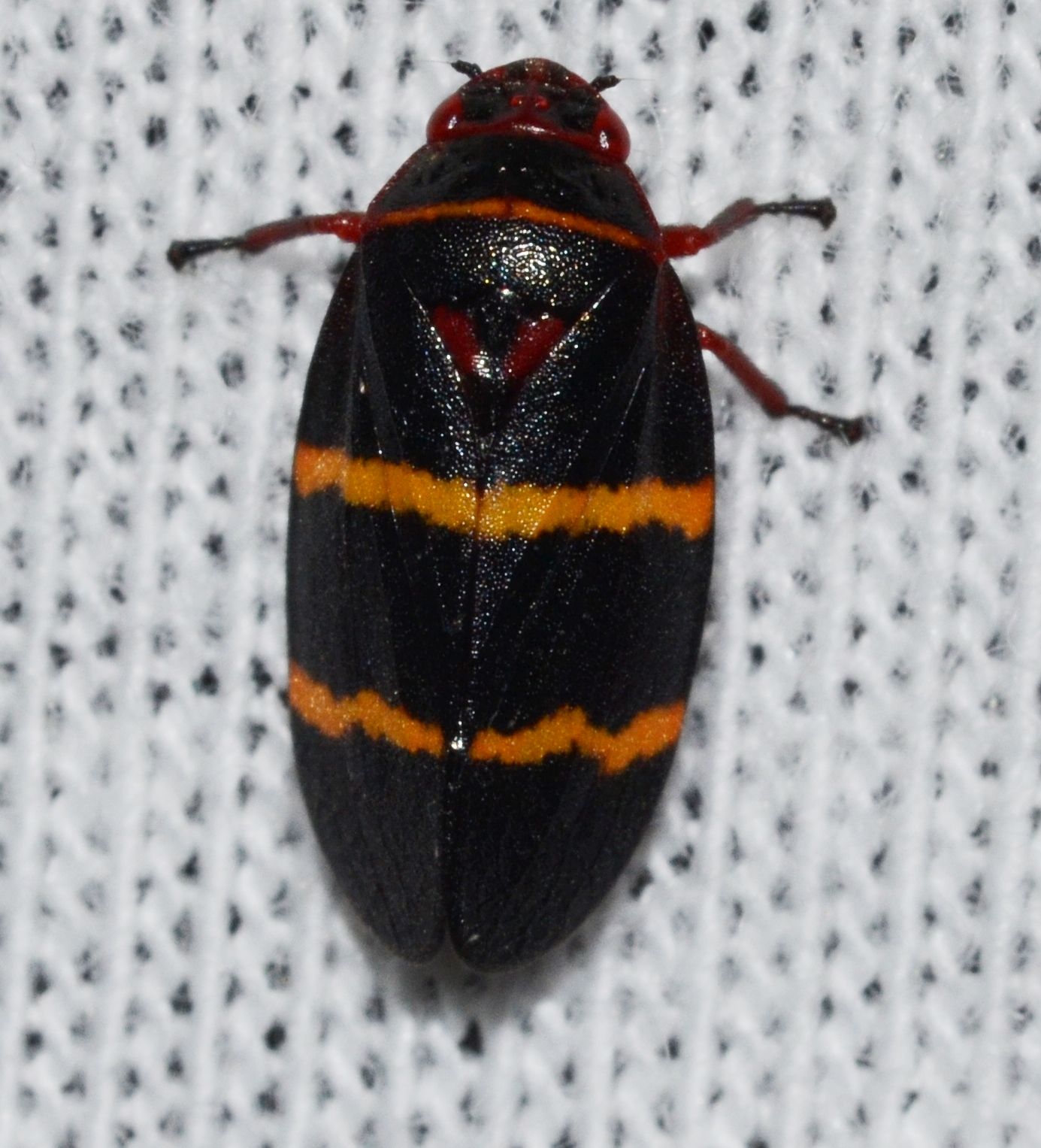
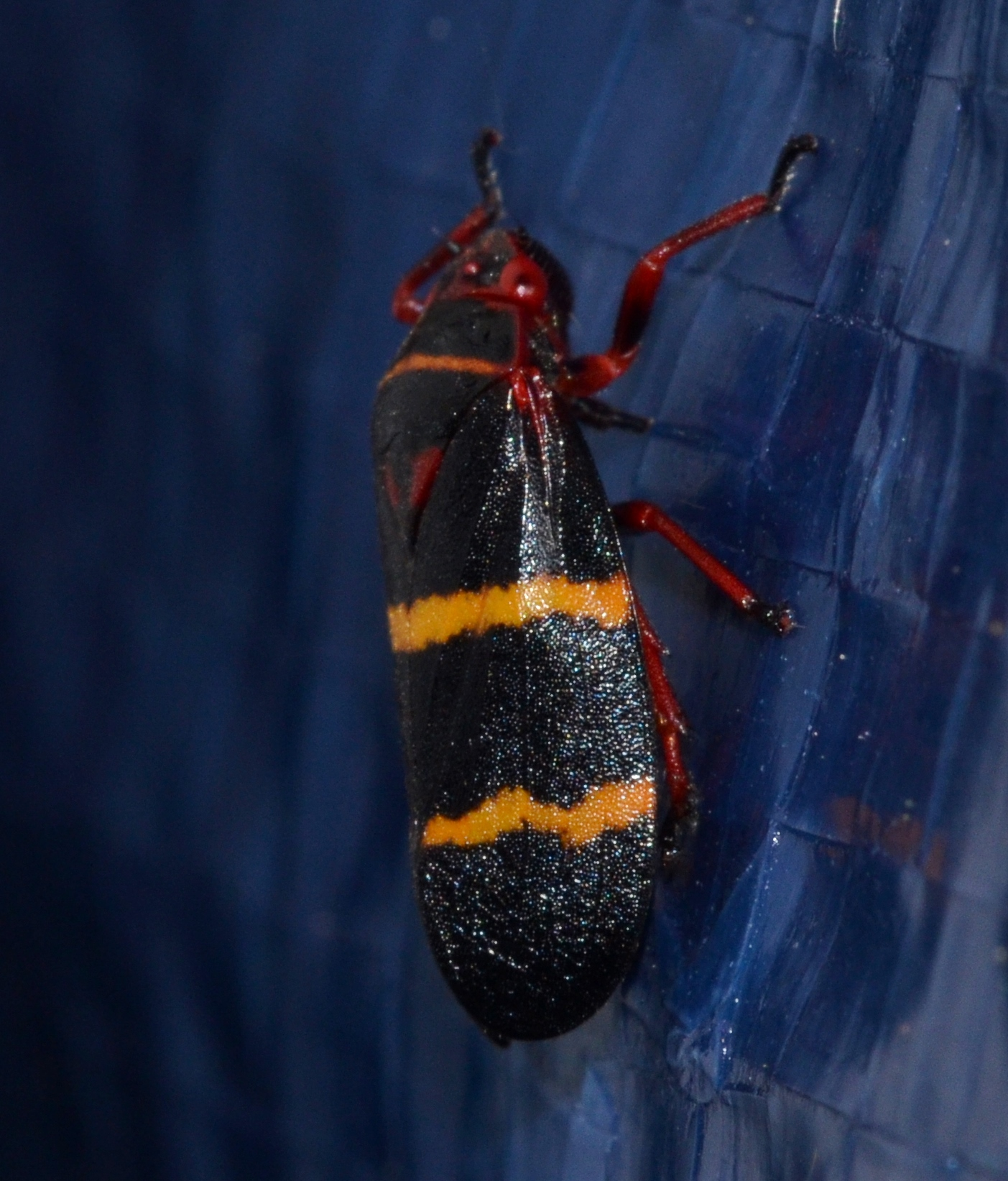
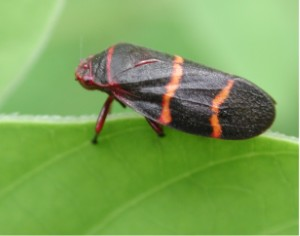